# NGC 739
NGC 739 je galaksija u zviježđu Trokut.

## Vanjske poveznice
- SEDS: NGC 739